# 萱場駅
萱場駅（かやばえき）は、岐阜県岐阜市萱場付近にあった名鉄揖斐線の駅である。

## 歴史
1914年（大正3年）に揖斐線の前身である岐北軽便鉄道の駅として開設された。1944年（昭和19年）に休止となり、1969年（昭和44年）4月5日に正式に廃止となった。
- 1914年（大正3年）3月29日 - 岐北軽便鉄道の忠節駅 - 北方町駅（のちの美濃北方駅）間の開通と同時に開業[3][4]。
- 1944年（昭和19年） - 休止[4]。
- 1969年（昭和45年）4月5日 - 廃止[4]。

## 駅構造
石垣の単式ホームがある地上駅。揖斐線の廃止後に線路は撤去されたものの、2017年11月現在もホーム跡の石積みの盛り土として残っている。（写真参照）

## 隣の駅
名古屋鉄道
揖斐線
近ノ島駅 - 萱場駅 - 旦ノ島駅